# Rimatara (comuna)
Rimatara é uma comuna da Polinésia Francesa, no arquipélago das Austrais. Estende-se por uma área de 9,13 km², com 785 habitantes, segundo os censos de 2007, com uma densidade de 86 hab/km².